# المجلس الوطني الاشتراكي لناجالاند
المجلس الوطني الاشتراكي لناجالاند/لناجاليم هي مجلس/منظمة تقاتل القوات الهندية الموجودة في ولاية ناجالاند. تعمل في الأساس في شمال شرق الهند، ولديها نشاطات صغيرة في شمال غرب ميانمار حتى 2012. الهدف الرئيسي للمنظمة هو إنشاء دولة مسيحية ذات سيادة، "ناغاليم"، التي تتألف من كل المناطق التي يسكنها شعب ناجا في شمال شرق الهند وشمال غرب ميانمار.
صنف المجلس الوطني الاشتراكي لناجالاند كمنظمة إرهابية في الهند تحت قانون (منع) الأنشطة المحظورة لسنة 1967.